# Werder-Kaserne

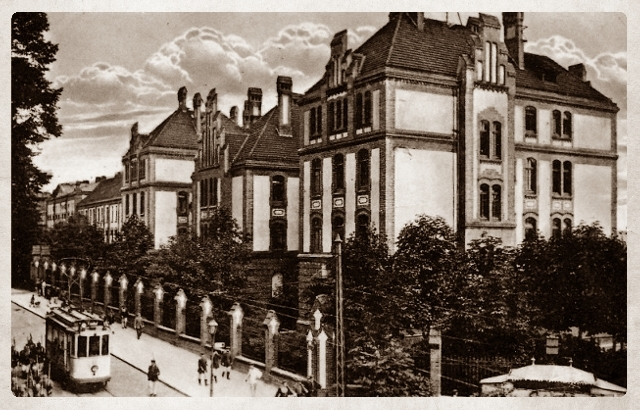
1905: Kaserne Werderstraße, Blick auf das Quartiershaus III, später Mannschaftshaus III

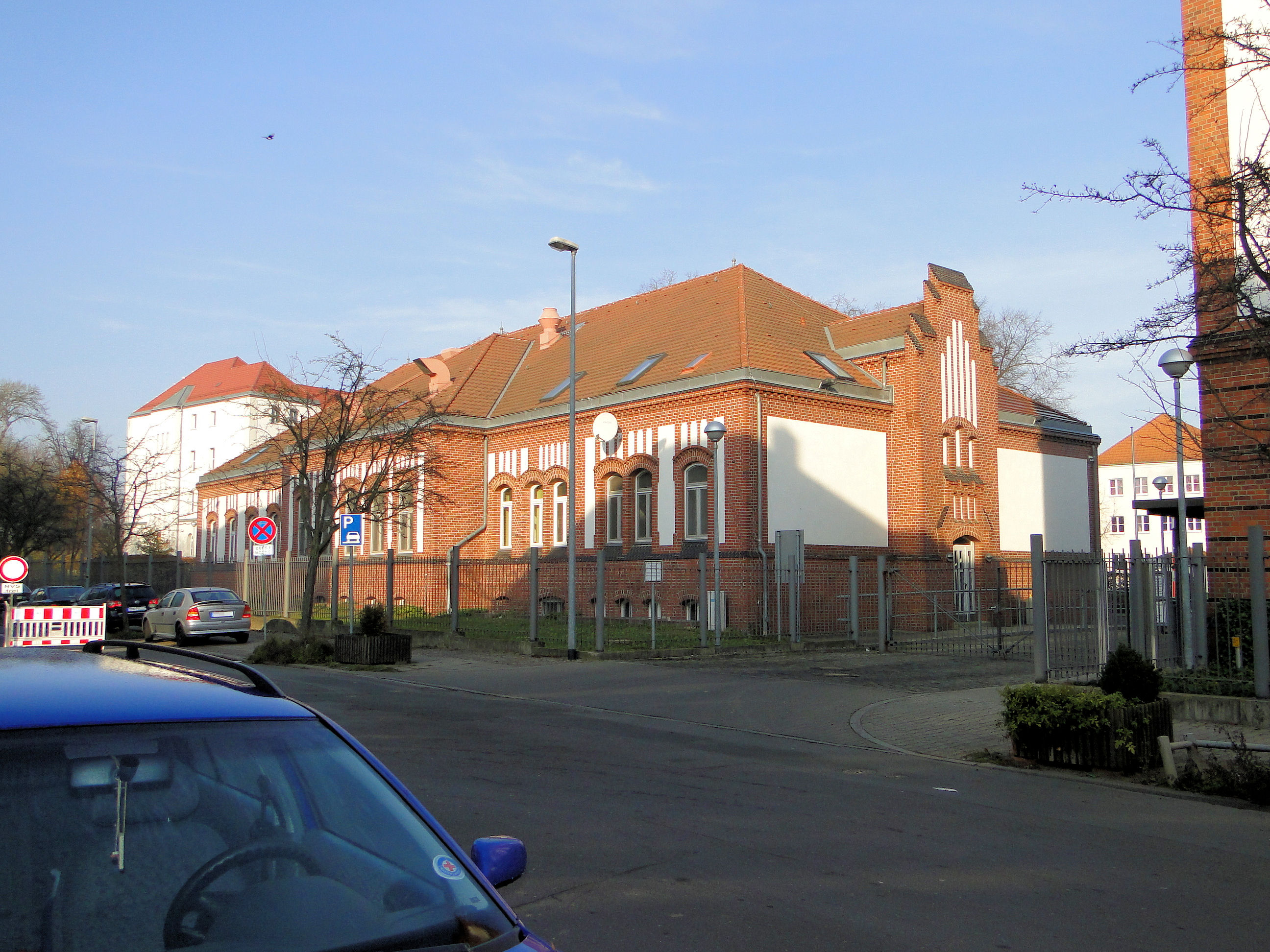
2011: Gebäude der Kaserne

Die Werder-Kaserne ist eine Kaserne der Bundeswehr in Schwerin. Sie wurde bis 1904 in der Werdervorstadt für das Militär des Großherzogtums Mecklenburg-Schwerin gebaut.

## Geschichte
Das 1782 gegründete Großherzoglich Mecklenburgische Grenadier-Regiment Nr. 89 war seit 1871 in Schwerin in den Quartiershäusern I bis III (später auch IV) stationiert. Im Quartiershaus III an der Werderstraße war ab 1872 das Jäger-Bataillon Nr. 14 mit vier Kompanien mit einer Stärke von je 125 Mann untergebracht. Der dreigeschossige verklinkerte Neubau der Kaserne im Stil der Gründerzeit erfolgte von 1901 bis 1904 unter Einbeziehung des alten Quartiershauses III. Die am 29. März 1904 eingeweihte Werder-Kaserne sollte zukünftig das ganze Großherzoglich Mecklenburgische Grenadier-Regiment Nr. 89 beheimaten. Die in der Stadt gelegenen alten Quartiershäuser wurden aufgegeben.
Die Infanteriekaserne Werderstraße wurde später auf Weisung des Reichswehrministeriums 1925 in Grenadier-Kaserne umbenannt. Der Kasernenkomplex mit den Mannschaftshäusern wurde nach 1933 mit der Aufrüstung der Wehrmacht erheblich erweitert und umgebaut. Die Offiziermesse befand sich nicht auf dem Kasernengelände, sondern an der nahen Straße Großer Moor.
Von der Nationalen Volksarmee wurde die Werder-Kaserne als Kurt-Bürger-Kaserne vom Kommando der 1956 aufgestellten 8. motorisierten Schützendivision (8. MSD) bis Ende 1990 genutzt (Stab, Nachrichtenbataillon, Wehrbezirkskommando, Militärgericht).
Das Landeskommando Mecklenburg-Vorpommern, seit 2007 die oberste territoriale Kommandobehörde der Bundeswehr in Mecklenburg-Vorpommern hat in der Werder-Kaserne ihren Standort. Das Blücherzimmer der Werder-Kaserne dient als Vortragssaal auch für zivile Veranstaltungen.
Das im Sockelgeschoss verklinkerte Gebäude mit den zwei prägenden seitlichen Giebelrisaliten mit Treppengiebeln wurde nach 1995 aufgestockt. Die Gedenksteine auf dem Exzerzierplatz der 1., 3. und 4. Kompanie des Meckl. Jägerbataillons Nr. 14 wurden nach 1945 zerstört, das der 2. Kompanie ist beschädigt aber erhalten.

## Dienststellen
Folgende Dienststellen (Auswahl) sind bzw. waren in der Kaserne stationiert:
aktuell:
- Landeskommando Mecklenburg-Vorpommern
- Zivilberufliche Aus- und Weiterbildung – Betreuungsstelle Schwerin
- Evangelisches Militärpfarramt Schwerin
- Unterstützungspersonal Standortältester Schwerin
- Jugendoffizier Schwerin
- Verbindungskommando Sanitätsdienst Landeskommando/Landesregierung Mecklenburg-Vorpommern

ehemalig Bundeswehr:
- Verteidigungsbezirkskommando 86 (ab 1990; 17. Januar 2007 Zusammenschluss mit Verteidigungsbezirkskommando 87 zum Landeskommando Mecklenburg-Vorpommern)
- Panzergrenadierbrigade 40 ,PzGrenBrig 40

ehemalig Nationale Volksarmee:
- 8. Mot.-Schützendivision „Kurt Bürger“
- Nachrichtenbataillon 8
- Stabskompanie 8
- Militärgericht
- Wehrbezirkskommando
- Schalt- und Betriebszentrale des Wehrbezirkskommandos